# Ewing (Kentucky)
Ewing és una població dels Estats Units a l'estat de Kentucky. Segons el cens del 2000 tenia 278 habitants.

## Demografia
Segons el cens del 2000, Ewing tenia 278 habitants, 107 habitatges, i 78 famílies. La densitat de població era de 429,3 habitants/km².
Dels 107 habitatges en un 36,4% hi vivien nens de menys de 18 anys, en un 55,1% hi vivien parelles casades, en un 16,8% dones solteres, i en un 26,2% no eren unitats familiars. En el 25,2% dels habitatges hi vivien persones soles el 16,8% de les quals corresponia a persones de 65 anys o més que vivien soles. El nombre mitjà de persones vivint en cada habitatge era de 2,6 i el nombre mitjà de persones que vivien en cada família era de 3,06.
Per edats la població es repartia de la següent manera: un 27,7% tenia menys de 18 anys, un 6,5% entre 18 i 24, un 29,1% entre 25 i 44, un 21,2% de 45 a 60 i un 15,5% 65 anys o més.
L'edat mediana era de 35 anys. Per cada 100 dones de 18 o més anys hi havia 79,5 homes.
La renda mediana per habitatge era de 32.083 $ i la renda mediana per família de 36.250 $. Els homes tenien una renda mediana de 27.292 $ mentre que les dones 18.750 $. La renda per capita de la població era de 15.991 $. Entorn del 14% de les famílies i el 17,6% de la població estaven per davall del llindar de pobresa.

## Poblacions més properes
El següent diagrama mostra les poblacions més properes.